# Richard Brandt
Richard Booker Brandt, né le 17 octobre 1910 – mort le 10 septembre 1997, est un philosophe américain dont les travaux portent sur la tradition utilitariste de la philosophie morale.

## Carrière
Brandt suit les cours de l'université Denison, institution baptiste dirigée par son père pasteur. Il obtient son Ph.D. en philosophie de l'université Yale. Il enseigne au Swarthmore College avant d'occuper la chaire du département de philosophe à l'université du Michigan où il enseigne auprès de Charles Stevenson et William K. Frankena (en) (1908–1994) et passe le reste de sa carrière. Le philosophe moral expressiviste Allan Gibbard relève sa grande dette intellectuelle vis-à-vis de Brandt.
Brandt est l'auteur d'Ethical Theory (1959), influent manuel dans ce domaine. Il défend une version du rule utilitarianism (en) dans Toward a credible form of utilitarianism (1963) et se livre à des recherches anthropologico-culturelles dans Hopi Ethics (1954). Dans A Theory of the Good and the Right, Brandt avance une « proposition réformatrice » de la rationalité selon laquelle on est rationnel si nos préférences sont telles qu'elles survivent à une psychothérapie cognitive en termes de toutes informations pertinentes et de critique logique. Il fait également valoir que la moralité que ces personnes rationnelles accepteraient serait une forme d'utilitarisme.
Brandt estime que les règles morales devraient être considérées comme des ensembles qu'il appelle codes moraux. Un code moral est justifié quand il est le code optimal qui, s'il était adopté et appliqué, permettrait de maximiser le bien public plus que tout autre code ne le ferait. Les codes peuvent être des normes à l'échelle de la société ou des codes spéciaux pour un métier comme l'ingénierie .

## Source de la traduction
- (en) Cet article est partiellement ou en totalité issu de l’article de Wikipédia en anglais intitulé « Richard Brandt » (voir la liste des auteurs).